# Tsunamii.net
tsunamii.net (gegründet 2001 von Woon Tien Wei (* 1975) und Charles Lim Yi Young (* 1973)) war eine singapurische Künstlergruppe, die sich 2005 auflöste.
Die Infrastruktur des Internets ist ihr Thema. „Technische Geräte wie Mobiltelefone und das Internet haben unsere Vorstellung von Raum, Zeit, Distanz und die durch sie bedingten Beziehungen der Körper zueinander radikal verändert und erweitert.“
„Alpha 3.4“ ist eine der Aktionen, mit der tsunamii.net auf die technischen Bedingungen für die weltweite Vernetzung aufmerksam macht. Kabel und Server sind Grundlage für den Cyberspace. Die Qualität und Verfügbarkeit des Internets hängt für den Benutzer vom jeweiligen Geografischen Standort und die diesen Orten eigenen soziokulturellen, wirtschaftlichen und politischen Zusammenhänge ab.
Charles Lim und Tien Woon wanderten zu Fuß von Kassel, dem Austragungsort der documenta, zum ca. 600 km entfernten Kiel, wo der Server der documenta auf einer Serverfarm steht. Die Bewegungen der Performer wurden mit einem GPS-Satellitennavigationsgerät aufgezeichnet und per Mobiltelefon an eine Basisstation übermittelt, die diese Positionsangaben in Navigationsschritte im Internet umsetzt. So muss man sich, um beispielsweise zu einer bestimmten Internetseite zu „gehen“, tatsächlich zum realen Standort des Servers bewegen, auf dem die Seite gespeichert ist. Mit dem eigens von den Künstlern konzipierten Programm „Webwalker“, wird das Gehen im realen Raum zur einzigen Möglichkeit, sich im Netz zu bewegen. Auf diese Weise wird die physische Distanz, die normalerweise beim Internet ausgeblendet wird, wieder in die räumliche Erfahrung integriert. 
Das Konzept von „Alpha 3.4“ wurde auf der Documenta11 in Form von vier liegenden LCD-Bildschirmen visualisiert. Der erste Bildschirm zeigte die IP-Adresse der Seiten an, die der Benutzer durch seine Schritte ansteuert, an. Der zweite zeigte, wie ein Browser das Internet durchsucht und die der IP-Adresse entsprechende Webseite sichtbar macht. Auf dem dritten Monitor wurde die geografische Position und die Route des Gehenden auf einer Satellitenkarte gezeigt. Der vierte Schirm zeigte ein „Whois“ Programm, das den „second-level domain“ Namen der Webseiten (und damit die geografische Position der jeweiligen Seite) und die Bewegungen im Web in Form von GPS-Koordinaten auf einer schematischen Weltkarte aktualisiert.

„We want to think of the internet as a physical place. It is not about making the virtual physical, but rather to argue that the virtual also exists physically.“